# Sveriges damlandskamper i fotboll 2007
Sveriges damlandskamper i fotboll 2007 omfattade bland annat VM i Kina där Sverige mötte Nordkorea, Nigeria och USA i gruppspelet, men tog sig inte vidare till kvartsfinal.

## Matcher

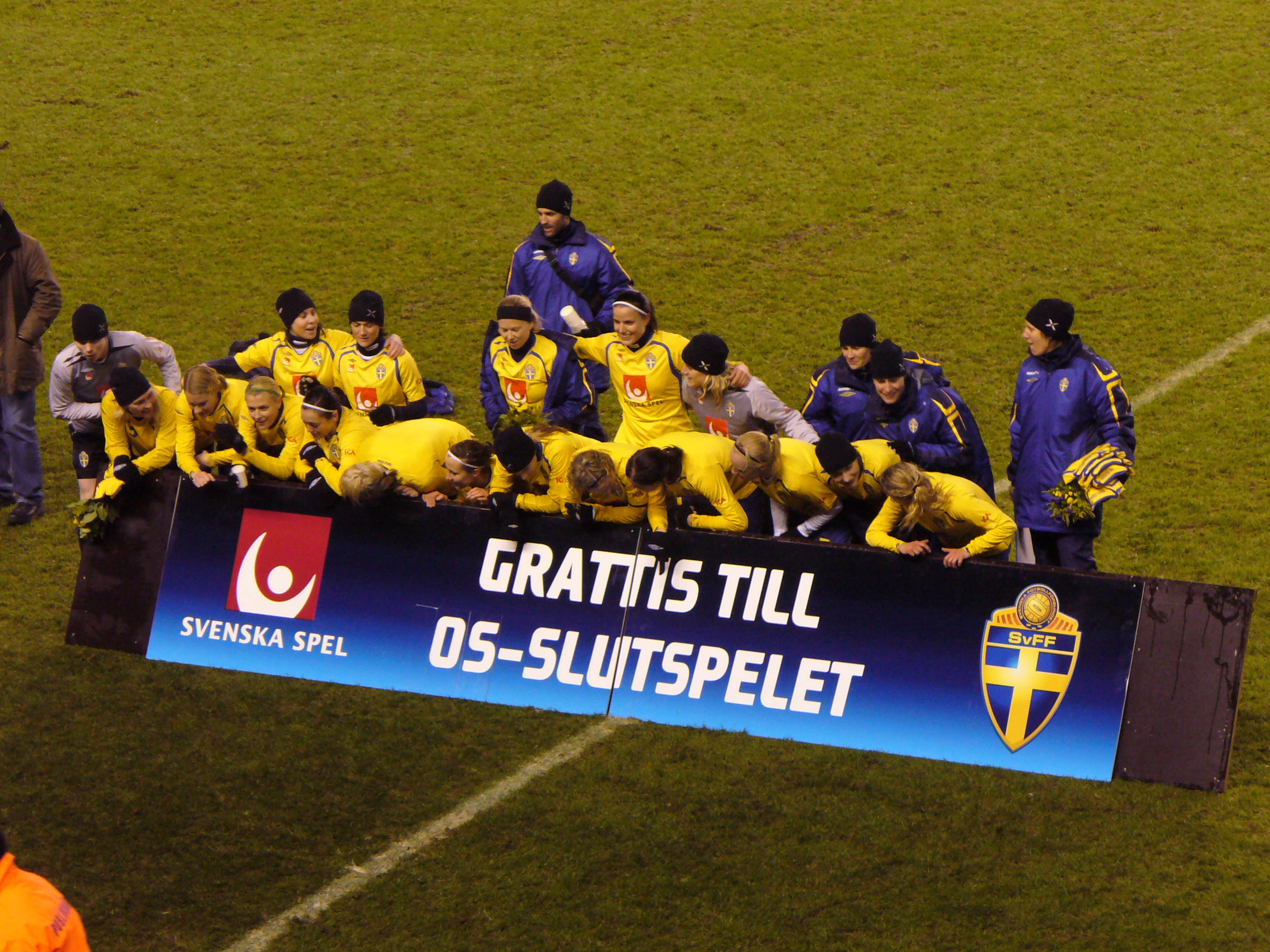
Sverige har besegrat Danmark i Solna och kvalificerat sig för 2008 års olympiska turnering.

| Datum        | Spelplats                  |           |         | Resultat | Typ av match      | Målskyttar |
| ------------ | -------------------------- | --------- | ------- | -------- | ----------------- | --- |
| 12 februari  | Larnaca                    | Sverige   | Japan   | 2 – 2    | Träningsmatch     | 1–0 (23) Lotta Schelin 1–1 (25) Aya Miyama 2–1 (34, str) Therese Sjögran 2–2 (79) Eriko Arakawa                                                                                       |
| 17 februari  | Larnaca                    | Skottland | Sverige | 0 – 1    | Träningsmatch     | 0–1 (79) Nilla Fischer |
| 7 mars       | Faro                       | Sverige   | Finland | 3 – 0    | Algarve Cup 2007  | 1–0 (22) Therese Sjögran 2–0 (34) Victoria Svensson 3–0 (91) Frida Nordin |
| 9 mars       | Faro                       | Kina      | Sverige | 0 – 1    | Algarve Cup 2007  | 0–1 (90) Charlotte Rohlin |
| 12 mars      | Vila Real de Santo António | Sverige   | USA     | 2 – 3    | Algarve Cup 2007  | 0–1 (40) Abby Wambach 0–2 (44) Carli Lloyd 1–2 (71) Josefine Öqvist 1–3 (72) Abby Wambach 2–3 (82, str) Victoria Svensson                                                             |
| 14 mars      | Vila Real de Santo António | Frankrike | Sverige | 1 – 3    | Algarve Cup 2007  | 0–1 (17) Josefine Öqvist 0–2 (45) Victoria Svensson 0–3 (47) Sara Johansson 1–3 (68) Elodie Ramos                                                                                     |
| 5 maj        | Trento                     | Italien   | Sverige | 0 – 2    | Kval till EM 2009 | 0–1 (42) Caroline Seger 0–2 (90) Nilla Fischer |
| 16 juni      | Bukarest                   | Rumänien  | Sverige | 0 – 7    | Kval till EM 2009 | 0–1 (6) Victoria Svensson 0–2 (14) Therese Sjögran 0–3 (25) Victoria Svensson 0–4 (35) Victoria Svensson 0–5 (38) Victoria Svensson 0–6 (69) Victoria Svensson 0–7 (77) Lotta Schelin |
| 20 juni      | Karlstad                   | Sverige   | Ungern  | 7 – 0    | Kval till EM 2009 | 1–0 (12) Victoria Svensson 2–0 (16) Hanna Marklund 3–0 (22) Therese Sjögran 4–0 (52) Stina Segerström 5–0 (86) Victoria Svensson 6–0 (88) Stina Segerström 7–0 (91) Therese Lundin    |
| 30 augusti   | Farum                      | Danmark   | Sverige | 1 – 2    | Träningsmatch     | 0–1 (67) Hanna Ljungberg 1–1 (80) Merete Pedersen 1–2 (90) Hanna Ljungberg |
| 11 september | Chengdu                    | Nigeria   | Sverige | 1 – 1    | VM 2007           | 0–1 (50) Victoria Svensson 1–1 (82) Cynthia Uwak |
| 14 september | Chengdu                    | Sverige   | USA     | 0 – 2    | VM 2007           | 0–1 (34, str) Abby Wambach 0–2 (58) Abby Wambach |
| 18 september | Tianjin                    | Nordkorea | Sverige | 1 – 2    | VM 2007           | 0–1 (4) Lotta Schelin 1–1 (22) Ri Un Suk 1–2 (54) Lotta Schelin |
| 8 november   | Viborg                     | Danmark   | Sverige | 2 – 4    | Kval till OS 2008 | 0–1 (30) Jessica Landström 1–1 (31) Cathrine Paaske Sørensen 1–2 (46) Lotta Schelin 1–3 (49) Caroline Seger 1–4 (65) Lotta Schelin 2–4 (73, str) Maiken Pape                          |
| 28 november  | Solna                      | Sverige   | Danmark | 3 – 1    | Kval till OS 2008 | 1–0 (43) Lotta Schelin 2–0 (45) Victoria Svensson 3–0 (74) Victoria Svensson 3–1 (80) Cathrine Paaske Sørensen                                                                        |

## Sveriges målgörare 2007
| 13 mål - Victoria Svensson 7 mål - Lotta Schelin 4 mål - Therese Sjögran 2 mål - Nilla Fischer - Hanna Ljungberg - Caroline Seger - Stina Segerström - Josefine Öqvist 1 mål - Sara Johansson - Jessica Landström - Therese Lundin - Hanna Marklund - Frida Nordin - Charlotte Rohlin |